# Acidithiobacillus ferrivorans
Espèce
Acidithiobacillus ferrivorans est une espèce de bactérie à Gram négatif du genre Acidithiobacillus de la famille Acidithiobacillaceae et incluse dans les Pseudomonadota. C'est une bactérie anaérobie facultative capable d'oxyder le fer.

## Taxonomie
Le nom correct complet (avec auteur) de ce taxon est Acidithiobacillus ferrivorans Hallberg et al. 2010.

### Étymologie
Le genre Acidithiobacillus a été nommé ainsi d'après les caractéristiques qui lui sont propres. L'étymologie de l'espèce Acidithiobacillus ferrivorans est la suivante : fer.ri.vo.rans L. neut. n. ferrum, fer; L. pres. part. vorans, dévorant; N.L. part. adj. ferrivorans, qui dévore le fer,.

### Historique
Cette espèce décrite en 2010 a permis de classer le groupe NO-37 de quatre souches de bactéries du genre Acidithiobacillus isolées d'environnements miniers. Ce sont des bactéries  chimiolithotrophes obligatoires, anaérobies facultatives et moins tolérant aux pH très acides.
Comme les autres bactéries du même genre, elle fait partie de la classe des Acidithiobacillia créée en 2013.